# دیگو بوناوینا
دیگو بوناوینا (انگلیسی: Diego Bonavina؛ زادهٔ ۲۰ اکتبر ۱۹۶۵) بازیکن فوتبال، وکیل، و سیاستمدار اهل ایتالیا است.
از باشگاه‌هایی که در آن بازی کرده‌است می‌توان به باشگاه فوتبال پادوا اشاره کرد.